# 范妮·卡普兰
范妮·葉菲莫芙娜·卡普兰（俄语：Фа́нни Ефи́мовна Капла́н，羅馬化：Fanni Yefimovna Kaplan，1890年2月10日—1918年9月3日），俄羅斯帝國革命家及刺客。她是一位盲人，曾在1918年试图暗杀列宁，但失败被捕处决。
卡普兰出生在一个乌克兰的犹太人家庭，很早就加入了社会革命党，以推翻沙俄政权为目的。1906年，卡普兰涉及基辅的一个恐怖爆炸阴谋，被逮捕，送往西伯利亚涅尔琴斯克（尼布楚）的一个卡托加进行劳动改造，在那里失明了，后来恢复了部分视力。1917年二月革命爆发后获释。
十月革命之后，因为社会革命党与布尔什维克的冲突，卡普兰对列宁不抱希望，后来更是认为列宁是“革命的叛徒”。1918年8月30日，列宁莫斯科郊外米赫尔松工厂进行演讲时，卡普兰用FN M1900手槍向其开枪，重伤了列宁。卡普兰立即被捕，交给契卡审问，但卡普兰坚持声称是独自一人暗杀列宁的。三天之后，卡普兰被枪决，尸体被焚毁。然而此次暗杀事件至今仍有许多谜团未被解开，由于卡普兰接近全盲，有些历史学家怀疑卡普兰的罪名。

## 延伸閱讀
- Yuri Felshtinsky, Lenin and His Comrades (New York: Enigma Books, 2010), ISBN 978-1-929631-95-7.

## 外部連結
- Fanya Kaplan on Spartacus （页面存档备份，存于）
- Fanya Kaplan Biography at J-Grit: The Internet Index of Tough Jews
- The location in Moscow where Fanny Kaplan shot Lenin（页面存档备份，存于）